# Tucurú
Tucurú är en kommunhuvudort i Guatemala.   Den ligger i departementet Departamento de Alta Verapaz, i den centrala delen av landet, 90 km nordost om huvudstaden Guatemala City. Tucurú ligger 570 meter över havet och antalet invånare är 4 772.
Terrängen runt Tucurú är bergig åt nordväst, men åt sydost är den kuperad. Runt Tucurú är det ganska tätbefolkat, med 108 invånare per kvadratkilometer. Närmaste större samhälle är La Tinta, 19,7 km öster om Tucurú. I omgivningarna runt Tucurú växer huvudsakligen savannskog.